# Fred Netherton
Fred Netherton ist ein US-amerikanischer Rockabilly-Musiker.

## Leben
Nethertons erste Veröffentlichung war wahrscheinlich The Wildwood Rock b/w Dear What About You mit dem Wildwood Trio. Das Trio bestand neben Netherton (Gesang/Gitarre) aus Dwight Houston (E-Gitarre) und Jerry Myers (Kontrabass). Mit dieser sparsamen Besetzung und einer typischen Spielweise zählt wenigstens Wildwoock Rock zum klassischen Rockabilly. 1961 folgte der Single eine EP bei Rural Rhythm Records, die unter anderem auch ein Cover von Carl Perkins’ Matchbox enthielt. Nun war es nicht das Wildwood Trio, sondern die Wildwood Playboys, die Netherton begleiteten. Die Band wurde um ein Schlagzeug und ein Klavier erweitert.
1963 schließlich erschien Nethertons letzte bekannte Single auf dem Starday-Package-Deal-Label Day Records.

## Diskografie
| Jahr | Titel                                                                     | Label              |
| ---- | ------------------------------------------------------------------------- | ------------------ |
|      | The Wildwood Rock / Dear What About You                                   | Dixie 1            |
| 1961 | EP - Matchbox - The Lonely Way - I Wonder What It’s Worth - Road-side Rag | Rural Rhythm RR540 |
| 1963 | ? /?                                                                      | Day Records        |